# Edificio del Instituto de Sismología
El edificio del Instituto Sismológico (en serbio: Зграда Сеизмолошког завода, Zgrada Seizmološkog zavoda) se encuentra en Tašmajdan, un parque de Belgrado, capital de Serbia. Construido y adaptado entre 1908 y 1939, fue el primer edificio público de esta parte de Belgrado y la primera obra del arquitecto Momir Korunović, que más tarde proyectó algunos de los más bellos edificios de Belgrado durante el período de entreguerras y fue apodado el "Gaudí serbio". Ha sido declarado monumento cultural en 2007.

## Origen
Después de que en 1893 se produjera un terremoto en la ciudad de Svilajnac, uno de los más fuertes de la historia de Serbia, instigado por el geólogo Jovan Žujović, el Instituto de Geología de la Gran Escuela comenzó a recoger datos sobre los terremotos. Después de que la Gran Escuela se transformara en la Universidad de Belgrado en 1905, la Universidad estableció el Instituto de Sismología en 1906 y propuso la ubicación de Tašmajdan.
El compromiso del entonces asistente y futuro profesor Јelenko Mihailović, el primer y durante muchos años único sismólogo de Serbia, fue especialmente significativo para la construcción del edificio. El duro trabajo y la pronunciada pericia de este gran entusiasta influyeron en la mejora y el desarrollo de la sismología en Serbia, cuyos exitosos resultados fueron incluso rastreados en el extranjero. 

## Construcción
La construcción duró desde 1908 hasta 1939, en cuatro turnos. La primera piedra se colocó el 10 de septiembre de 1908. El edificio original fue construido en 1909 por Korunović, mientras que el contratista fue la empresa de Stevan Hibner de Belgrado. Las obras se continuaron en 1912, sobre la base del diseño del arquitecto Đuro Bajalović. Tras otras dos intervenciones, en 1926 y 1939, el edificio quedó finalmente con el aspecto actual.

## Arquitectura
Originalmente, el edificio era un sencillo edificio de una sola planta, aproximadamente de base cuadrada, enteramente construido en ladrillo, con una fachada limpia, desprovista de ornamentos. Era un objeto de tipo pabellón, diseñado para servir al propósito más que para tener una apariencia decorativa. Las sucesivas adiciones le dieron un nuevo espíritu romántico, con dinteles arqueados sobre las ventanas y el ritmo regular de las puntas sobre la cornisa del tejado.
El edificio del Instituto Sismológico es un objeto de gran valor cultural, histórico y arquitectónico. Representa la primera obra del distinguido arquitecto serbio del siglo XX Momir Korunović, es el edificio público más antiguo erigido en Tašmajdan y una de las señas de identidad del parque de Tašmajdan en la actualidad.

## Instituto
Los primeros sismógrafos se instalaron en 1909 y el primer terremoto se registró en junio de 1910. Todo el inventario de la institución fue destruido durante la Primera Guerra Mundial. Hasta hace poco, se utilizaban los instrumentos adquiridos en 1929 como reparación de guerra.
El Instituto de Sismología formó parte oficialmente de la Universidad de Belgrado hasta 1995, pero sigue estando ubicado en Tašmajdan.

## Literatura
- A. Kadijеvić, Momir Korunović, Bеograd 1996.
- A. Kadijеvić, Jеdan vеk tražеnja nacionalnog stila u srpkoj arhitеkturi (srеdina XIX – srеdina XX vеka), Bеograd, 1997.
- N. Nеstorović, Građеvinе i arhitеktе u Bеogradu prošlog stolеća, Bеograd 1937.
- S. G. Bogunović, Arhitеktonska еnciklopеdija Bеograda XIX i XX vеka, arhitеkti, tom II, Bеograd 2005.
- Z. Manеvić, Lеksikon srpskih arhitеkata XIX i XX vеka, Bеograd 1999.